# Васіли-Зиґни
Васіли-Зиґни (пол. Wasiły-Zygny) — село в Польщі, у гміні Хожеле Пшасниського повіту Мазовецького воєводства.
Населення — 80 осіб (2011).
У 1975-1998 роках село належало до Остроленцького воєводства.

## Демографія
Демографічна структура станом на 31 березня 2011 року:
|          | Загалом | Допрацездатний вік | Працездатний вік | Постпрацездатний вік |
| -------- | ------- | ------------------ | ---------------- | -------------------- |
| Чоловіки | 44      | 12                 | 28               | 4                    |
| Жінки    | 36      | 16                 | 16               | 4                    |
| Разом    | 80      | 28                 | 44               | 8                    |